# Cordillera Central (Colombia)
La Cordillera Central es uno de los tres ramales importantes en los que la cordillera de los Andes se divide al sur de Colombia. Se extiende desde el Nudo de Almaguer o Macizo Colombiano, en el departamento del Cauca, hasta la serranía de San Lucas, en el departamento de Bolívar.  La cordillera está limitada por los valles de los ríos Cauca y Magdalena al occidente y oriente, respectivamente.

## Formación
La Cordillera Central se formó como resultado de la orogenia andina, un proceso tectónico que ocurrió hace más de 25 millones de años debido a la subducción de la Placa de Nazca bajo la Placa Sudamericana. Este proceso geológico dio lugar a la formación de los Andes y sigue siendo responsable de la actividad sísmica y volcánica en la región. La cordillera continúa experimentando movimientos tectónicos, lo que genera inestabilidad en la zona, aunque actualmente los procesos son mucho más lentos que en el pasado. La actividad volcánica asociada con este fenómeno también es clave, con varios nevados importantes a lo largo de la cordillera. 

## Geografía
En esta cordillera se encuentra el denominado Eje cafetero, y sobresale por la presencia de varios nevados, entre los cuales se destacan: el Nevado del Ruiz, el Nevado de Santa Isabel, el Nevado del Huila, el Nevado del Tolima, así como los paramillos de Santa Rosa, Quindío y el Cisne.
Sobre la cordillera y sus valles se ubican importantes ciudades de Colombia como son Medellín, Popayán, Ibagué, Armenia, Pereira y Manizales.
La cordillera atraviesa los departamentos de Antioquia (26 %), Tolima (15 %), Bolívar (14 %), Cauca (11 %), Nariño (8 %), Huila (7 %), Valle del Cauca (6 %), Caldas (5 %), Putumayo (5 %), Quindío (1 %), Risaralda (2 %).

## Orografía

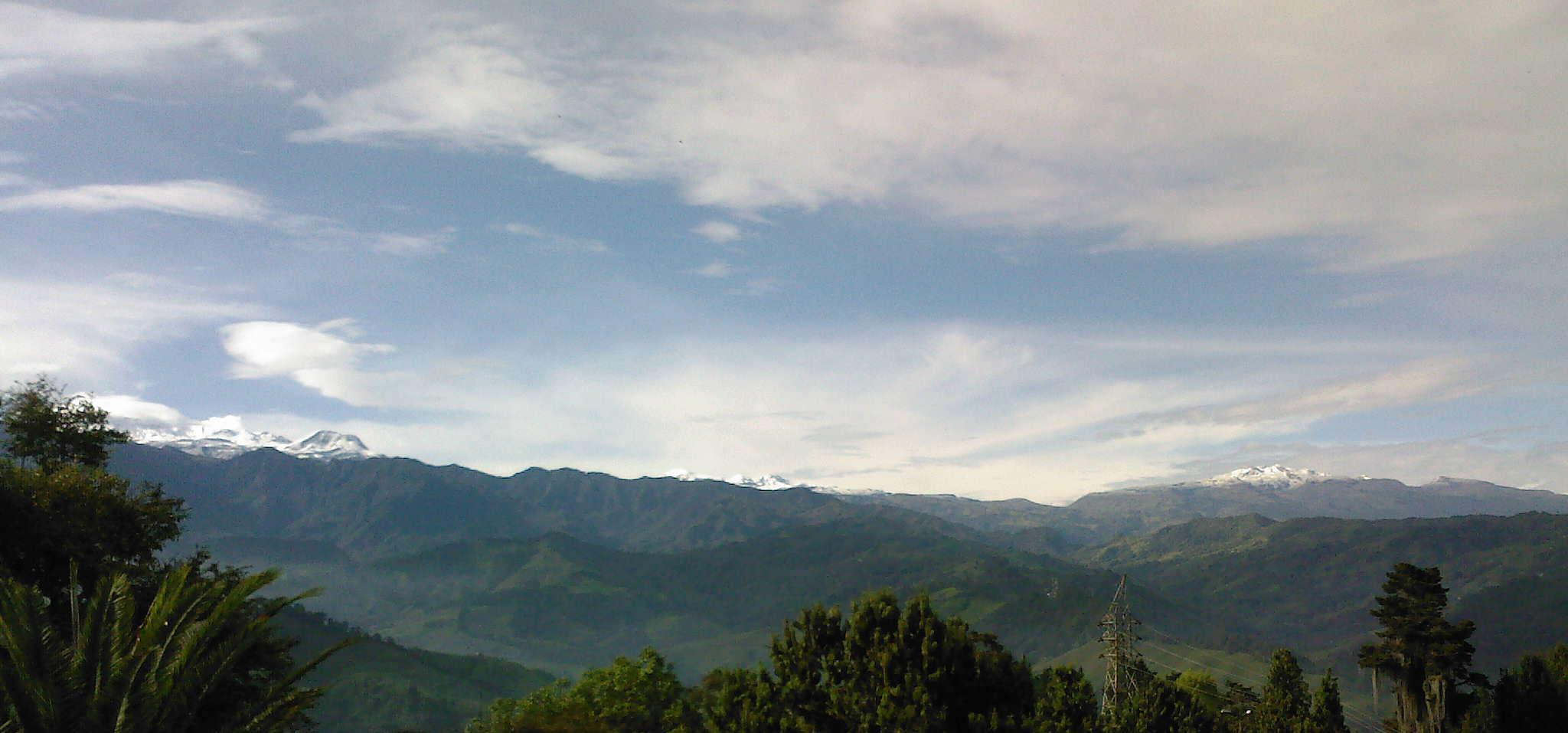
Parque nacional de los Nevados.

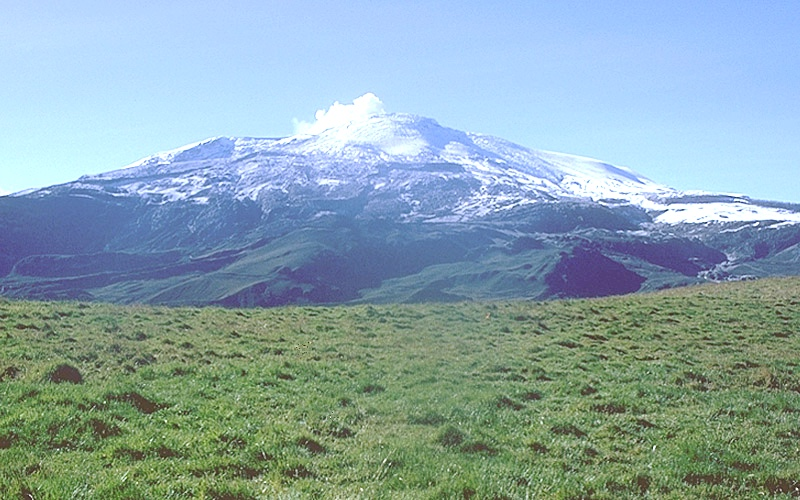
Nevado del Ruiz.

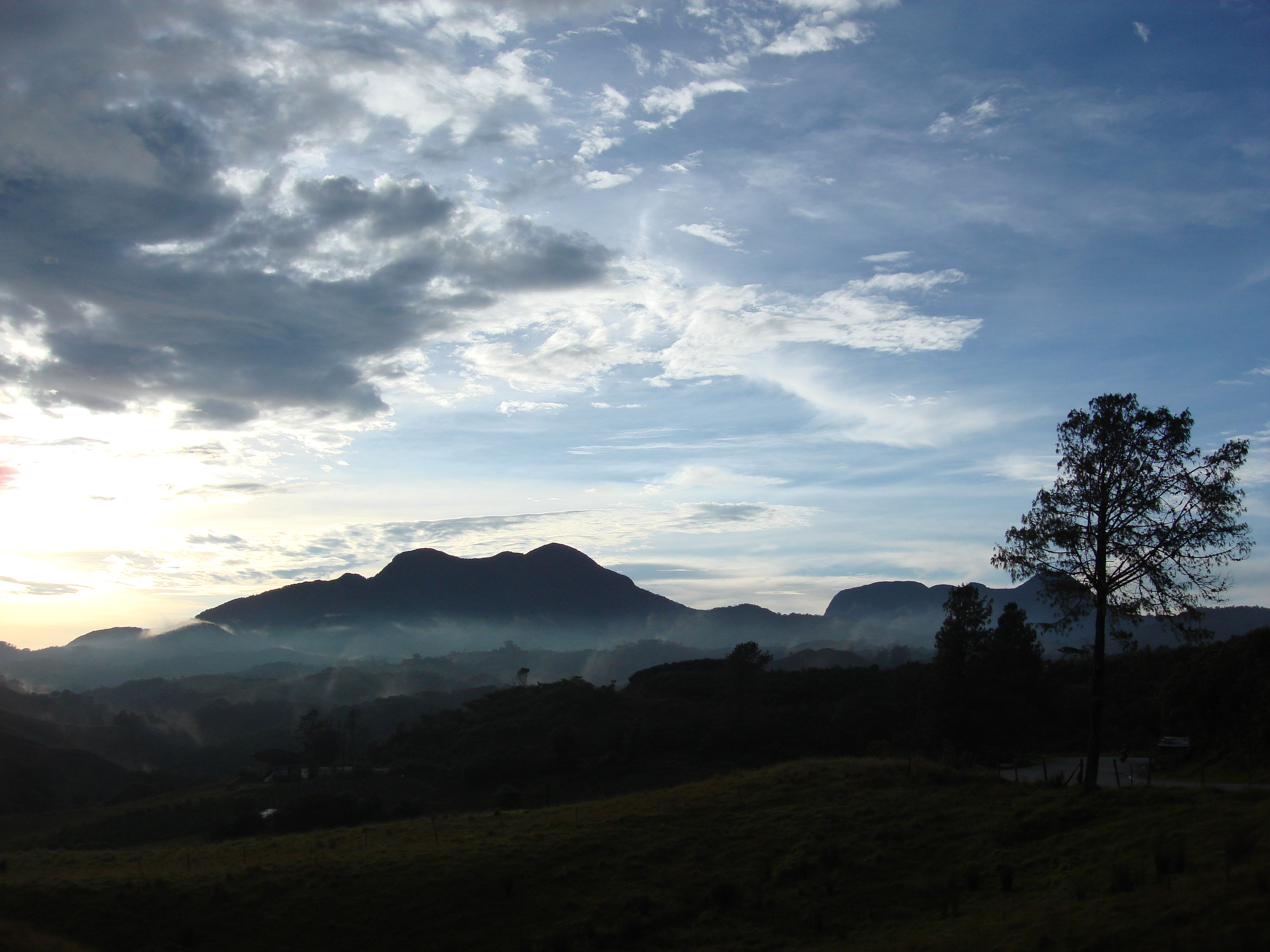
Cerros los Parados (Sonsón, Antioquia).

Dentro de la Cordillera Central se encuentran algunos de los nevados más altos e imponentes de Colombia. El Nevado del Ruiz (5321 m s. n. m.), el Nevado del Huila (5,364 m s. n. m.) y el Nevado del Tolima (5216 m s. n. m.) son volcanes activos que no solo tienen importancia geológica, sino también cultural y económica, pues representan un importante atractivo turístico para el país. Además, el parque nacional natural Los Nevados protege una de las áreas más extensas de páramo en Colombia, lo que contribuye a la regulación hídrica y la preservación de la biodiversidad. 
- Nevado del Huila (5364 m s. n. m. (metros sobre el nivel del mar))
- Nevado del Ruiz (5321 m s. n. m.)
- Nevado del Tolima (5216 m s. n. m.)
- Nevado del Quindío (5150 m s. n. m.)
- Nevado de Santa Isabel (4965 m s. n. m.)
- Nevado el colombiano (4800 m s. n. m.)
- Volcán Puracé (4646 m s. n. m.)
- Volcán Pan de Azúcar (4670 m s. n. m.)
- Macizo Colombiano
- Serranía de San Lucas
- Meseta de Santa Rosa de Osos

## Hidrografía
La Cordillera Central es la fuente de varios ríos que alimentan tanto la cuenca del río Magdalena como otras importantes cuencas hidrográficas de Colombia. Entre los ríos más destacados que nacen o son tributarios de la cordillera se encuentran el río Cauca, el río Magdalena y el río Otún. Estos ríos son cruciales para la economía, ya que abastecen de agua a las principales ciudades y áreas agrícolas de la región. Además, la laguna del Otún, ubicada en la región montañosa, es otro punto importante dentro de la hidrografía de la zona.

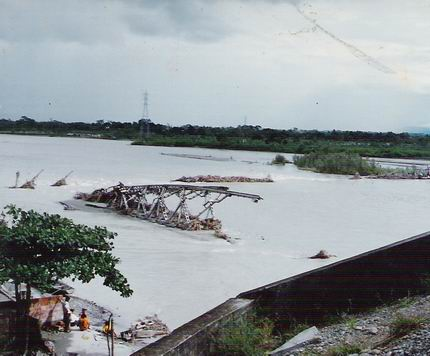
El río Magdalena.

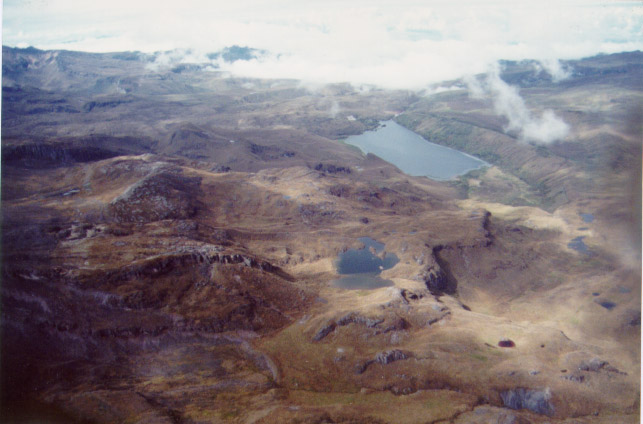
Vista de la laguna del Otún, lugar donde nace el río del mismo nombre.

### Ríos
- Río Amaime
- Río Amoyá
- Río Anamichú
- Río Arma
- Río Azufrado
- Río Azul
- Río Barbo
- Río Bartolomé
- Río Cambrín
- Río Cauca
- Río Cimitarra
- Río Coello
- Río Jambaló
- Río Lagunillas
- Río La Miel
- Río La Vieja
- Río Magdalena
- Río Medellín
- Río Molinas
- Río Nare
- Río Nechí
- Río Nima
- Río Nus
- Río Otún
- Río Patía
- Río Páez
- Río Porce
- Río Saldaña
- Río Samaná
- Río Samaná Sur
- Río Totarito
- Río Tuluá

### Lagos
- Laguna del Otún
- Laguna Verde

## Parques nacionales
La biodiversidad en la Cordillera Central es impresionante, con una gran variedad de flora y fauna adaptada a las diferentes altitudes y microclimas de la región. En la cordillera se encuentran varios parques nacionales, como el parque nacional natural Los Nevados, el parque nacional natural Puracé, y el parque nacional natural Nevado del Huila, que protegen especies endémicas de la región y son importantes para la conservación de los ecosistemas de montaña.
Estos parques también son un importante atractivo para el ecoturismo, con actividades como el senderismo, el avistamiento de aves y el turismo de montaña. La preservación de estos espacios naturales es fundamental para la sostenibilidad de la región y la mitigación del cambio climático.
- Parque nacional natural Los Nevados
- Parque nacional natural Las Hermosas
- Parque nacional natural Nevado del Huila
- Parque nacional natural Puracé
- Parque nacional natural Selva de Florencia
- Santuario de fauna y flora Otún Quimbaya

## Impacto económico, social y ambiental
La Cordillera Central tiene un impacto significativo en la economía y la sociedad de Colombia. La región alberga ciudades importantes como Medellín, Ibagué, Pereira, y Manizales, que son centros económicos y culturales en el país. El Eje Cafetero, que atraviesa la cordillera, es responsable de gran parte de la producción de café, uno de los principales productos de exportación de Colombia.
La deforestación es uno de los problemas más críticos, impulsada por actividades como la agricultura extensiva, la ganadería y la minería ilegal. Estas actividades han llevado a la pérdida de hábitats naturales, afectando la biodiversidad y contribuyendo al cambio climático. Además, la minería ilegal ha causado daños significativos a los ecosistemas, con la tala masiva de bosques y la contaminación de fuentes hídricas. Es esencial implementar políticas de conservación efectivas y promover prácticas sostenibles para proteger este valioso ecosistema. 